# 김경환 (바둑 기사)
김경환(金炅奐, 2002년 9월 4일 ~ )은 대한민국의 바둑 기사이다.

## 약력
대전 출신이다. 대전 옥득진 바둑도장에서 바둑을 배웠다. 2017년 제6회 지역영재입단대회를 통해 문민종과 오병우와 함께 입단했다. 2018년 제6기 하찬석 국수배 영재바둑대회 본선 16강과 2019년 제7기 하찬석국수배 영재바둑대회 본선 24강에 진출했다. 2020년 하찬석 국수배 영재바둑대회 결승에서 현유빈에게 져서 준우승을 차지했다. 같은해 2단으로 승단했다.